# J. C. Schütz

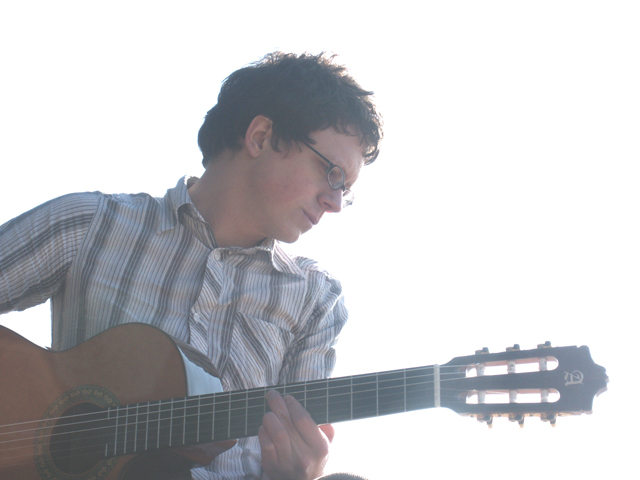
Johan Christher Schutz (2004)

Johan Christher Schütz (* 1976 in Motala, Schweden) ist ein schwedischer Sänger und Komponist.
Die brasilianische Sängerin Aline de Lima singt als Gast ein Duett mit Schütz auf dessen CD Blissa Nova, veröffentlicht 2007 auf dem schwedischen Plattenlabel Terrinha, und 2008 nahm sie sein Lied Som om ingenting har hänt für ihr zweites Album Açai auf.

## Diskografie
- Passion (2004)
- Blissa Nova (2007)
- C'est La Vie (2009)
- Peacebird (2011)
- Beautiful Place (2013)
- Tivolisaga - Original Swedish Cast Recording (2018)
- Bull Rider Boy (Soundtrack) (2019)

## Single
- Se Solen Gå Upp (2009)
- Dröm (2009)
- Balans (Bossa Remix) (2009)
- Peace! (Give the People rhe Power Back) [Peacebird Edit] (2011)
- Hold On Now (2011)
- Christmas Time (We Can Change the World) (2012)
- I Guess It's Ok (Vai Ficar Tudo Bem) (2014) duet with Vanessa Pinheiro
- Det kunde lika gärna varit vi (2014)
- Möten och avsked (Encontros e Despedidas) (2014)
- I'm Here (Acoustic Version) (2015)
- Changes Changes (Nujabes Tribute Remix) (2016)
- Love This World (2017)
- Difficult (Impossible Remix) (2017)
- Let the Sunlight In (Extended Radio Edit) (2018)